# Brditschka HB-3
Die HB-3 ist ein Motorsegler des österreichischen Herstellers HB Brditschka. Sie stellt eine Weiterentwicklung der Raab Krähe dar. Mit einer modifizierten Version, der MB-E1 wurde 1973 der erste Flug eines Elektroflugzeuges durchgeführt.

## Geschichte
Heinz W. hatte in den 1960er Jahren bereits als Amateurbauer zwei Exemplare der Motorkrähe gebaut und im familieneigenen Schmuckwarenbetrieb nebenbei Flugzeugteile für andere Amateurbauer gefertigt. In den Jahren 1967 bis 1969 entstand auf dieser Basis die HB-3 als Weiterentwicklung der Motorkrähe. Dabei steuerte Heinz Brditschka den Antrieb, der damals 17-jährige Heino Brditschka die Flugzeugzelle bei. 1968 fand der Erstflug statt. 1970 wurde in der neu geschaffenen Flugzeugbauabteilung die Produktion von ganzen Maschinen und Einzelteilen für den Amateurbau aufgenommen. Sie wurde in den Versionen HB-3 BR und HB-3 AR gefertigt, die sich unter anderem durch die zulässigen Höchstgewichte und -geschwindigkeiten unterscheiden. Jeweils vier Exemplare beider Versionen wurden von Brditschka produziert, die Anzahl der Amateurbauten ist unbekannt.
Die HB-3 diente Brditschka später als Grundlage für den Doppelsitzer HB-21 von 1974 sowie dessen Nachfolger HB-23 aus dem Jahr 1982.

### MB-E1
Die 1973 gebaute MB-E1 gilt weithin als das weltweit erste manntragende Elektroflugzeug. Fred Militky hatte sich bereits seit über 18 Jahren mit der Entwicklung von elektrisch betriebenen Flugmodellen beschäftigt und war überzeugt, dass die Technik weit genug fortgeschritten wäre, dass sie auch in bemannten Flugzeugen einsetzbar sei. Brditschka erklärte sich bereit, für diesen Zweck den Prototyp der HB-3 zur Verfügung zu stellen. Man stattete sie mit einem Elektromotor der Firma Bosch aus, dessen Leistung in der Literatur mit Werten von 8 bis 10 kW angegeben wird. Als Energieträger kamen Nickel-Cadmium-Akkumulatoren von VARTA mit einer Ladung von 24 Ah zum Einsatz. Abgesehen von der modifizierten Kraftübertragung zwischen Motor und Propeller waren das die einzigen Änderungen gegenüber dem Serienmodell.
Der Erstflug der mit dem Kennzeichen OE 9023 versehenen MB-E1 fand am 21. Oktober 1973 in Wels bei Linz statt. Zur Länge des Fluges existieren widersprüchliche Angaben, die von 9:05 min über 9:15 min bis hin zu 14 min reichen. Fakt ist jedoch, dass dieser Flug einen Eintrag im Guinness-Buch der Rekorde erhielt. Eine Anerkennung als FAI-Rekord war für diesen Flug damals noch nicht möglich: Erste Überlegungen zur Schaffung einer Wettbewerbsklasse für Elektroflugzeuge wurden erst gegen Ende der 1990er Jahre angestellt.

## Konstruktion
Die HB-3 ist konstruktionell stark an die Raab Krähe angelehnt: Charakteristisch für diesen einsitzigen Schulterdecker ist der Druckpropeller, der hinter den Tragflächen in einem Rumpfausschnitt angebracht ist. Die Tragfläche aus Holz mit Stoffbespannung wurde von der Krähe übernommen, bei der Version HB-3 BR jedoch verstärkt. Der Rumpf wurde hingegen überarbeitet und die Holzkonstruktion der Krähe durch ein Stahlrohrgerüst mit GFK-Verkleidung ersetzt. Der Leitwerksträger besteht aus Holz mit Stoffbespannung. Das aus einem Zentralrad mit Hecksporn bestehende Fahrwerk der Krähe wich einem gefederten Dreibeinfahrwerk.
Während der erste Prototyp noch den bereits in der Krähe verwendeten Puch-Motor beherbergte, erhielt das 1971 erstmals geflogene zweite Versuchsmuster einen Rotax-Antrieb. Der dritte und letzte Prototyp von 1972 wurde mit einem Puch TR II ausgerüstet und die Flugerprobung 1973 beendet. In den Serienmodellen kam ein Rotax 642 mit 29,4 kW (40 PS) zum Einsatz.

## Technische Daten
| Kenngröße                              | HB-3 BR                                                             | HB-3 AR                                                             |
| -------------------------------------- | ------------------------------------------------------------------- | ------------------------------------------------------------------- |
| Besatzung                              | 1                                                                   | 1                                                                   |
| Spannweite                             | 12,00 m                                                             |                                                                     |
| Länge                                  | 7,00 m                                                              |                                                                     |
| Höhe                                   | 2,95 m                                                              |                                                                     |
| Flügelfläche                           | 14,22 m²                                                            |                                                                     |
| Flügelstreckung                        | 10,13                                                               |                                                                     |
| Flächenbelastung                       | 26,7 kg/m²                                                          |                                                                     |
| Leistungsbelastung                     | 12,6 kg/kW                                                          |                                                                     |
| Leermasse                              | 260 kg                                                              |                                                                     |
| max. Startmasse                        | 380 kg                                                              | 420 kg                                                              |
| Höchstgewicht der nichttragenden Teile | 304 kg                                                              | 325 kg                                                              |
| Höchstgeschwindigkeit (VNE)            | 175 km/h                                                            | 145 km/h                                                            |
| Reisegeschwindigkeit                   | 150 km/h                                                            |                                                                     |
| Manövergeschwindigkeit (VM)            | 129 km/h                                                            | 124 km/h                                                            |
| Mindestgeschwindigkeit                 | 60 km/h                                                             |                                                                     |
| geringstes Sinken                      | 1,15 m/s                                                            |                                                                     |
| Gleitzahl                              | 20 bei 80 km/h                                                      |                                                                     |
| Dienstgipfelhöhe                       | 5000 m                                                              |                                                                     |
| Reichweite                             | ca. 600 km                                                          |                                                                     |
| Triebwerk                              | ein Zweizylinder-Zweitakt-Reihenmotor Rotax 642 mit 29,4 kW (40 PS) | ein Zweizylinder-Zweitakt-Reihenmotor Rotax 642 mit 29,4 kW (40 PS) |
| Propeller                              | starre Zweiblatt-Luftschraube (ø 1,50 m) Hoffmann HO11-150B 100LD   | starre Zweiblatt-Luftschraube (ø 1,50 m) Hoffmann HO11-150B 100LD   |